# Laroche-près-Feyt
Pour les articles homonymes, voir Laroche.
Laroche-près-Feyt (/la.ʁɔʃ.pʁɛ.fɛ/) est une commune française située dans le département de la Corrèze en région Nouvelle-Aquitaine.

## Géographie
Commune située dans le Massif central sur le plateau de Millevaches. Elle est limitrophe de la région Auvergne-Rhône-Alpes et du département du Puy-de-Dôme.

### Climat
Pour des articles plus généraux, voir Climat de la Nouvelle-Aquitaine et Climat de la Corrèze.
Historiquement, la commune est exposée à un climat montagnard.  
En 2020, Météo-France publie une typologie des climats de la France métropolitaine dans laquelle la commune est exposée à un climat de montagne et est dans la région climatique  Ouest et nord-ouest du Massif Central, caractérisée par une pluviométrie annuelle de 900 à 1 500 mm, maximale en automne et en hiver.
Pour la période 1971-2000, la température annuelle moyenne est de 8,8 °C, avec  une amplitude thermique annuelle de 15,1 °C. Le cumul annuel moyen de précipitations est de 1 126 mm, avec 13,3 jours de précipitations en janvier et 8,4 jours en juillet. Pour la période 1991-2020, la température moyenne annuelle observée sur la station météorologique la plus proche, située sur la commune d'Ussel à 23 km à vol d'oiseau, est de 9,9 °C et le cumul annuel moyen de précipitations est de 1 156,1 mm,. Pour l'avenir, les paramètres climatiques de la commune estimés pour 2050 selon différents scénarios d’émission de gaz à effet de serre sont consultables sur un site dédié publié par Météo-France en novembre 2022.

## Urbanisme

### Typologie
Au 1er janvier 2024, Laroche-près-Feyt est catégorisée commune rurale à habitat très dispersé, selon la nouvelle grille communale de densité à 7 niveaux définie par l'Insee en 2022.
Elle est située hors unité urbaine et hors attraction des villes,.

### Occupation des sols
L'occupation des sols de la commune, telle qu'elle ressort de la base de données européenne d’occupation biophysique des sols Corine Land Cover (CLC), est marquée par l'importance des forêts et milieux semi-naturels (52,6 % en 2018), une proportion sensiblement équivalente à celle de 1990 (53,3 %). La répartition détaillée en 2018 est la suivante : 
forêts (51 %), prairies (28,2 %), zones agricoles hétérogènes (19,2 %), milieux à végétation arbustive et/ou herbacée (1,7 %).
L'évolution de l’occupation des sols de la commune et de ses infrastructures peut être observée sur les différentes représentations cartographiques du territoire : la carte de Cassini (XVIIIe siècle), la carte d'état-major (1820-1866) et les cartes ou photos aériennes de l'IGN pour la période actuelle (1950 à aujourd'hui).

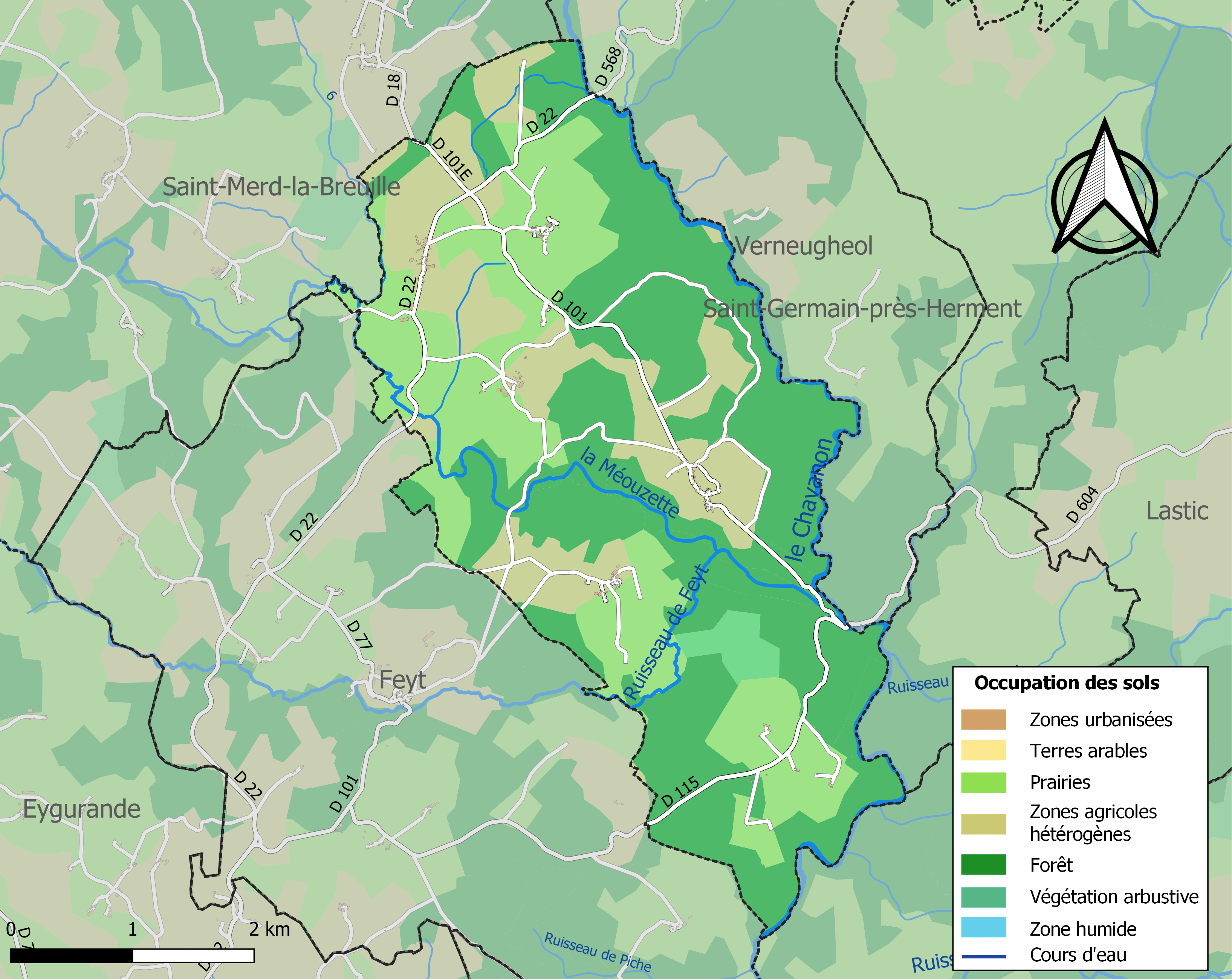
Carte des infrastructures et de l'occupation des sols de la commune en 2018 (CLC).

### Risques majeurs
Le territoire de la commune de Laroche-près-Feyt est vulnérable à différents aléas naturels : météorologiques (tempête, orage, neige, grand froid, canicule ou sécheresse), feux de forêts et séisme (sismicité très faible). Il est également exposé à un risque particulier : le risque de radon. Un site publié par le BRGM permet d'évaluer simplement et rapidement les risques d'un bien localisé soit par son adresse soit par le numéro de sa parcelle.

#### Risques naturels

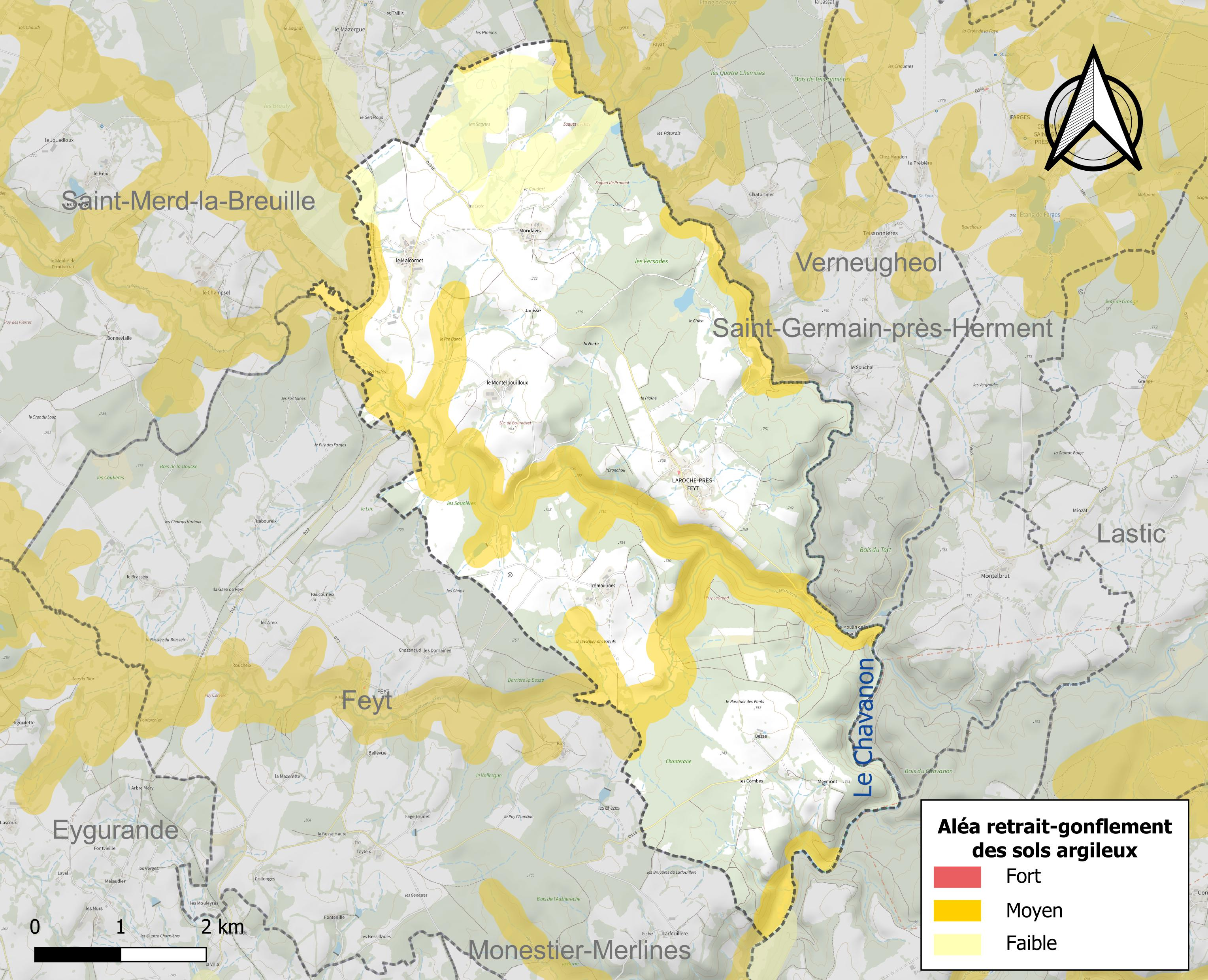
Carte des zones d'aléa retrait-gonflement des sols argileux de Laroche-près-Feyt.

Le retrait-gonflement des sols argileux est susceptible d'engendrer des dommages importants aux bâtiments en cas d’alternance de périodes de sécheresse et de pluie. 20,7 % de la superficie communale est en aléa moyen ou fort (26,8 % au niveau départemental et 48,5 % au niveau national). Sur les 75 bâtiments dénombrés sur la commune en 2019, trois sont en aléa moyen ou fort, soit 4 %, à comparer aux 36 % au niveau départemental et 54 % au niveau national. Une cartographie de l'exposition du territoire national au retrait gonflement des sols argileux est disponible sur le site du BRGM,.
Concernant les feux de forêt, aucun plan de prévention des risques incendie de forêt (PPRIF) n’a été établi en Corrèze, néanmoins le code de l’urbanisme impose la prise en compte des risques dans les documents d’urbanisme. Le périmètre des servitudes d'utilité publique et des zones d'obligation légale de débroussaillement pour les particuliers est quant à lui défini pour la commune dans une carte dédiée. 

#### Risque particulier
Dans plusieurs parties du territoire national, le radon, accumulé dans certains logements ou autres locaux, peut constituer une source significative d’exposition de la population aux rayonnements ionisants. Certaines communes du département sont concernées par le risque radon à un niveau plus ou moins élevé. Selon la classification de 2018, la commune de Laroche-près-Feyt est classée en zone 3, à savoir zone à potentiel radon significatif. 

## Histoire
Le territoire de la commune a été peuplé dès la préhistoire comme l'attestent la présence d'un tumulus, d'un cromlech et surtout du dolmen de Montdairs. Au Moyen Âge, elle dépendait du prieuré de Port-Royal.

## Politique et administration
| Période                                  | Période  | Identité                  | Étiquette            | Qualité |
| ---------------------------------------- | -------- | ------------------------- | -------------------- | --- |
| 1790                                     | 1802     | Rozier                    |                      | |
| 1802                                     | 1812     | J. Besse                  |                      | |
| 1813                                     | 1831     | J. Louradour              |                      | |
| 1831                                     | 1838     | J.-j. Vernedal            |                      | |
| 1838                                     | 1848     | J.-b.-h. Besse De Meymont |                      | |
| 1848                                     | 1850     | J. Louradour              |                      | |
| 1850                                     | 1853     | F. Roubinet               |                      | |
| 1853                                     | 1860     | P. Louradour              |                      | |
| 1860                                     | 1872     | A. Majour                 |                      | |
| 1872                                     |          | B. Thomas                 |                      | |
| mars 2001                                | En cours | Pierre Chevalier          | RPR puis UMP puis LR | Président de la CC Haute-Corrèze Communauté (2017-) Président de la CC du Pays d'Eygurande (2001-2016) Conseiller général du canton d'Eygurande (1992-2011) Ancien président de la Fédération nationale bovine. |
| Les données manquantes sont à compléter. |          |                           |                      | |

## Démographie
| 1793 | 1800 | 1806 | 1821 | 1831 | 1836 | 1841 | 1846 | 1851 |
| ---- | ---- | ---- | ---- | ---- | ---- | ---- | ---- | ---- |
| 670  | 520  | 462  | 455  | 426  | 389  | 441  | 417  | 441  |

| 1856 | 1861 | 1866 | 1872 | 1876 | 1881 | 1886 | 1891 | 1896 |
| ---- | ---- | ---- | ---- | ---- | ---- | ---- | ---- | ---- |
| 460  | 380  | 412  | 378  | 379  | 349  | 363  | 360  | 338  |

| 1901 | 1906 | 1911 | 1921 | 1926 | 1931 | 1936 | 1946 | 1954 |
| ---- | ---- | ---- | ---- | ---- | ---- | ---- | ---- | ---- |
| 340  | 366  | 320  | 267  | 221  | 223  | 222  | 192  | 196  |

| 1962 | 1968 | 1975 | 1982 | 1990 | 1999 | 2006 | 2011 | 2016 |
| ---- | ---- | ---- | ---- | ---- | ---- | ---- | ---- | ---- |
| 173  | 159  | 103  | 115  | 106  | 82   | 80   | 73   | 64   |

| 2021 | 2022 | - | - | - | - | - | - | - |
| ---- | ---- | - | - | - | - | - | - | - |
| 73   | 79   | - | - | - | - | - | - | - |

## Lieux et monuments
- Le tumulus ou motte féodale.
- Église Saint-Pierre-ès-Liens de Laroche-près-Feyt. Elle est inscrite à l'Inventaire général du patrimoine culturel[23].

## Personnalités liées à la commune
- Pierre Flote, chancelier de Philippe le Bel, éventuellement né à Laroche-près-Feyt.
- Pierre de Besse, prédicateur de Louis XIII mort en 1639.
- L'abbé Jean Hippolyte Michon  (1806-1881), inventeur de  la graphologie.

## Héraldique
| Blason de Laroche-près-Feyt | Blason  | D'argent au chevron componné d'or et de gueules de huit pièces accompagné en chef de cinq roses de gueules ordonnées 3 et 2 et en pointe d'un mai (arbre) de sinople. |
| Blason de Laroche-près-Feyt | Détails | Le statut officiel du blason reste à déterminer. |

## Projet de parc éolien
Le promoteur Velocita Energies a lancé un projet de parc éolien sur les communes de Feyt et Laroche-près-Feyt. Au 28 janvier 2021, le dossier est en cours d'instruction par la préfecture.